# Jüdischer Friedhof (Kėdainiai)

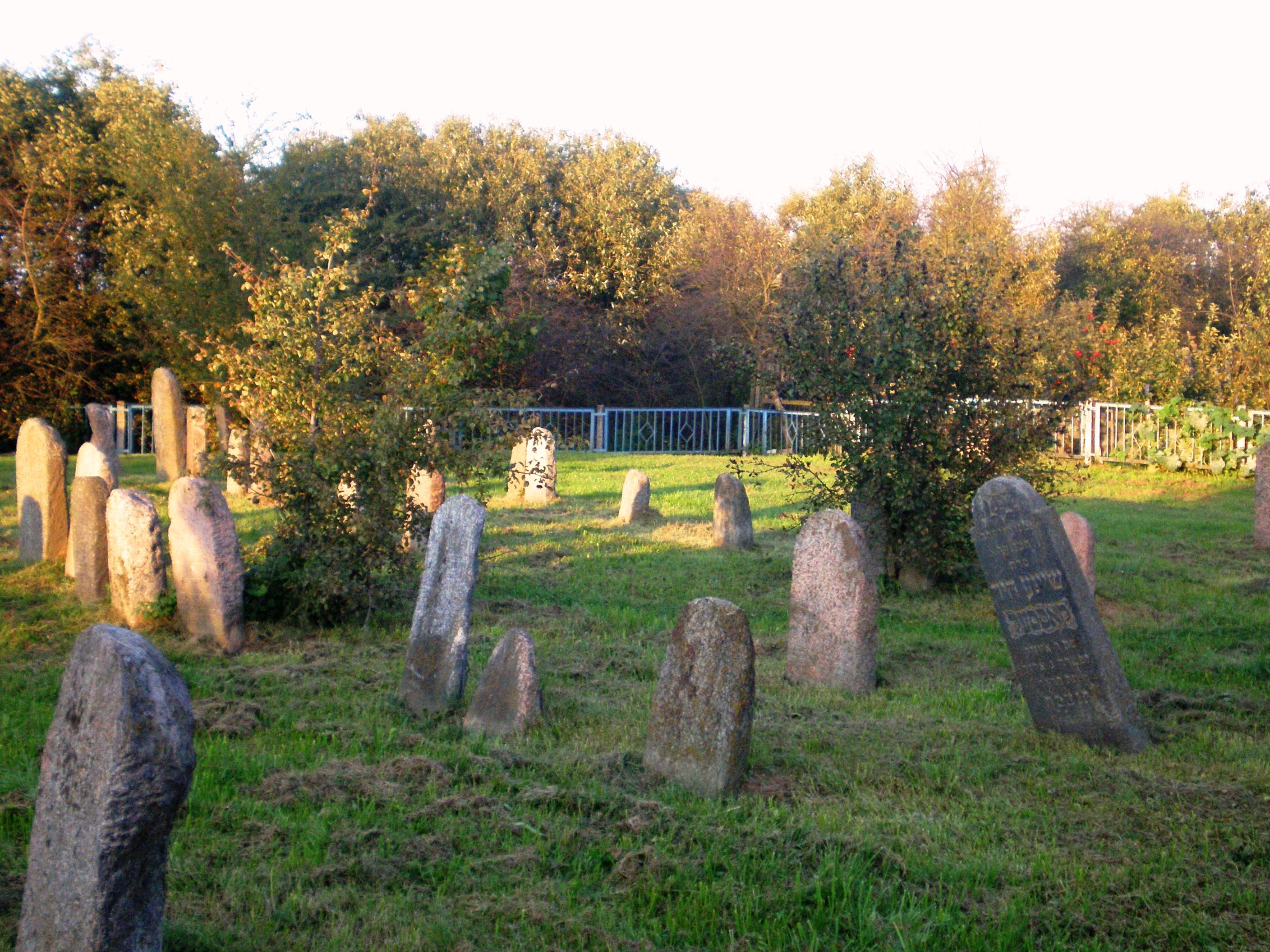
Jüdischer Friedhof in Kėdainiai

Der Jüdische Friedhof in Kėdainiai, einer Stadt in Litauen, wurde in den 1860er Jahren angelegt.
Auf dem jüdischen Friedhof sind noch circa 100 Grabsteine vorhanden.